# Discografia dei Kansas
La discografia dei Kansas, gruppo musicale rock progressivo statunitense, conta 15 album registrati in studio, 8 live, 39 singoli,  e 5 album video.

## Album

### Album in studio
| Anno | Titolo                                                                                  | Classifiche | Classifiche | Classifiche | Classifiche | Classifiche | Classifiche | Classifiche | Classifiche | Classifiche | Classifiche |
|      |                                                                                         | US          | AUS         | AUT         | CAN         | NLD         | NOR         | NZ          | SWE         | SWI         | UK          |
| ---- | --------------------------------------------------------------------------------------- | ----------- | ----------- | ----------- | ----------- | ----------- | ----------- | ----------- | ----------- | ----------- | ----------- |
| 1974 | Kansas - Pubblicato: 19 marzo 1974 - Etichetta: Kirshner Records                        | 27          | ?           | ?           | ?           | ?           | ?           | ?           | ?           |             |             |
| 1975 | Song for America - Pubblicato: febbraio 1975 - Etichetta: Kirshner Records              | 6           | —           | —           | —           | ?           | ?           | ?           | ?           |             |             |
| 1975 | Masque - Pubblicato: 20 settembre 1975 - Etichetta:Kirshner Records                     | —           | —           | —           | ?           | ?           | ?           | ?           | ?           |             |             |
| 1976 | Leftoverture - Pubblicato: 21 ottobre 1976 - Etichetta: Epic Records                    | —           | —           | —           | ?           | ?           | ?           | ?           | ?           |             |             |
| 1977 | Point of Know Return - Pubblicato: 11 ottobre 1977 - Etichetta: Epic Records            | 45          | —           | —           | —           | —           | 28          | —           | —           |             |             |
| 1979 | Monolith - Pubblicato: Maggio 1979 - Etichetta: Epic Records                            | 41          | 18          | —           | —           | —           | —           | —           | —           |             |             |
| 1980 | Audio-Visions - Pubblicato: settembre 1980 - Etichetta: Epic Records                    | 39          | 47          | —           | —           | —           | —           | 24          | —           |             |             |
| 1982 | Vinyl Confessions - Pubblicato: giugno 1982 - Etichetta: Epic Records                   | 16          | —           | —           | —           | —           | —           | —           | —           |             |             |
| 1983 | Drastic Measures - Pubblicato: 1 luglio 1983 - Etichetta: Epic Records                  | ?           | ?           | ?           | ?           | ?           | ?           | ?           | —           |             |             |
| 1986 | Power - Pubblicato: 25 aprile 1986 - Etichetta: Epic Records                            |             | —           | —           | —           | —           | —           | —           | —           |             |             |
| 1988 | In the Spirit of Things - Pubblicato: ottobre 1988 - Etichetta: MCA Records             | 129         | —           | —           | —           | ?           | ?           | —           | —           |             |             |
| 1995 | Freaks of Nature - Pubblicato: 29 maggio 1995 - Etichetta: Intersound Records           | 60          | —           | 25          | 128         | 65          | 45          | —           | 18          |             |             |
| 1998 | Always Never the Same - Pubblicato: settembre 1998 - Etichetta: Intersound Records      | 60          | —           | 25          | 128         | 65          | 45          | —           | 18          |             |             |
| 2000 | Somewhere to Elsewhere - Pubblicato: luglio 2000 - Etichetta: Magna Carta Records       | 60          | —           | 25          | 128         | 65          | 45          | —           | 18          |             |             |
| 2016 | The Prelude Implicit - Pubblicato: settembre 2016 - Etichetta: Magna Carta Records      | 60          | —           | 25          | 128         | 65          | 45          | —           | 18          |             |             |
| 2020 | The Absence of Presence - Pubblicato: luglio 2020 - Etichetta: Inside Out Music America | 60          | —           | 25          | 128         | 65          | 45          | —           | 18          |             |             |

### Live
| Anno | Informazioni Album                                                                                                   |
| ---- | --- |
| 1978 | Two for the Show - Pubblicato: 1978 - Registrato: 1978 - Etichetta: Polydor Records                                  |
| 1992 | Kansas: Live at the Whisky - Pubblicato: 1992 - Registrato: 1991 - Etichetta: Epic Records                           |
| 1998 | King Biscuit Flower Hour Presents Kansas - Pubblicato: 1998 - Registrato: 1998 - Etichetta: Atlantic Records - Note: |
| 2002 | Device, Voice, Drum - Pubblicato: 2002 - Registrato: 2002 - Etichetta: Epic Records - Note: 2CD set                  |
| 2009 | There's Know Place Like Home - Pubblicato: 2009 - Registrato: 2009 - Etichetta: Epic Records                         |

### Raccolte
| Anno | Informazioni Album                                                                    |
| ---- | ------------------------------------------------------------------------------------- |
| 1984 | The Best of Kansas - Pubblicato: 1984 - Etichetta: Polydor Records, Epic Records      |
| 1992 | Carry On - Pubblicato: 1998 - Etichetta: Atlantic Records - Note:                     |
| 1994 | The Kansas Boxed Set - Pubblicato: 1994 - Etichetta: Epic Records - Note: 2CD set     |
| 2002 | The Ultimate Kansas - Pubblicato: 2002 - Etichetta: Epic Records                      |
| 2004 | Sail On: The 30th Anniversary Collection - Pubblicato: 2009 - Etichetta: Epic Records |
| 2006 | Works in Progress - Pubblicato: 2009 - Etichetta: Epic Records                        |
| 2008 | Playlist: The Very Best of Kansas - Pubblicato: 2009 - Etichetta: Epic Records        |

## EP
| Anno | Informazioni Album                                                              |
| ---- | ------------------------------------------------------------------------------- |
| 1978 | Apuntate a Kansas - Pubblicato: 1978 - Etichetta: Polydor Records, Epic Records |
| 1989 | Kansas/Reo Speedwagon - Pubblicato: 1989 - Etichetta: Atlantic Records - Note:  |
| 1994 | Wheels - Pubblicato: 1994 - Etichetta: Epic Records - Note: 2CD set             |

## Singoli (parziale)
| Anno                                    | Singoli                   | Posizioni in classifica | Posizioni in classifica | Posizioni in classifica | Posizioni in classifica | Posizioni in classifica | Posizioni in classifica | Certificazioni (sales threshold) | Album                   |
| Anno                                    | Singoli                   | US                      | US Main                 | US AC                   | CAN                     | NZ                      | UK                      | Certificazioni (sales threshold) | Album                   |
| --------------------------------------- | ------------------------- | ----------------------- | ----------------------- | ----------------------- | ----------------------- | ----------------------- | ----------------------- | -------------------------------- | ----------------------- |
| 1974                                    | "Can I Tell You"          | —                       | —                       | —                       | —                       | —                       | —                       |                                  | Kansas                  |
| 1974                                    | "Lonely Wind"             | —                       | —                       | —                       | —                       | —                       | —                       |                                  | Kansas                  |
| 1975                                    | "Song for America"        | —                       | —                       | —                       | —                       | —                       | —                       |                                  | Song for America        |
| 1976                                    | "It Takes a Woman's Love" | —                       | —                       | —                       | —                       | —                       | —                       |                                  | Masque                  |
| 1976                                    | "Carry On Wayward Son"    | 11                      | —                       | —                       | 5                       | —                       | 51                      | US: Gold                         | Leftoverture            |
| 1977                                    | "What's on My Mind"       | —                       | —                       | —                       | 89                      | —                       | —                       |                                  | Leftoverture            |
| 1977                                    | "Point of Know Return"    | 28                      | —                       | —                       | 13                      | —                       | —                       |                                  | Point of Know Return    |
| 1978                                    | "Dust in the Wind"        | 6                       | —                       | 6                       | 3                       | 36                      | —                       | US: Platinum                     | Point of Know Return    |
| 1978                                    | "Portrait (He Knew)"      | 64                      | —                       | —                       | 62                      | —                       | —                       |                                  | Point of Know Return    |
| 1979                                    |                           |                         |                         |                         |                         |                         |                         |                                  |                         |
| "People of the South Wind"              | 23                        | —                       | —                       | 59                      | —                       | —                       |                         | Monolith                         |                         |
| "Reason to Be"                          | 52                        | —                       | —                       | —                       | —                       | —                       |                         | Monolith                         |                         |
| 1980                                    | "Hold On"                 | 40                      | —                       | —                       | —                       | —                       | —                       |                                  | Audio-Visions           |
| 1980                                    | "Got to Rock On"          | 76                      | —                       | —                       | —                       | —                       | —                       |                                  | Audio-Visions           |
| 1982                                    | "Play the Game Tonight"   | 17                      | 4                       | —                       | 35                      | —                       | —                       |                                  | Vinyl Confessions       |
| 1982                                    | "Right Away"              | 73                      | 33                      | —                       | —                       | —                       | —                       |                                  | Vinyl Confessions       |
| 1982                                    | "Chasing Shadows"         | —                       | 54                      | —                       | —                       | —                       | —                       |                                  | Vinyl Confessions       |
| 1983                                    | "Fight Fire with Fire"    | 58                      | 3                       | —                       | —                       | —                       | —                       |                                  | Drastic Measures        |
| 1983                                    | "Everybody's My Friend"   | —                       | 34                      | —                       | —                       | —                       | —                       |                                  | Drastic Measures        |
| 1984                                    | "Perfect Lover"           | —                       | 54                      | —                       | —                       | —                       | —                       |                                  | The Best of Kansas      |
| 1986                                    | "All I Wanted"            | 19                      | 10                      | 14                      | 75                      | —                       | —                       |                                  | Power                   |
| 1987                                    | "Power"                   | 84                      | 38                      | —                       | —                       | —                       | —                       |                                  | Power                   |
| 1987                                    | "Can't Cry Anymore"       | —                       | —                       | —                       | —                       | —                       | —                       |                                  | Power                   |
| 1988                                    | "Stand Beside Me"         | —                       | 13                      | —                       | —                       | —                       | —                       |                                  | In the Spirit of Things |
| 1995                                    | "Desperate Times"         | —                       | —                       | —                       | —                       | —                       | —                       |                                  | Freaks of Nature        |
| 1995                                    | "Hope Once Again"         | —                       | —                       | —                       | —                       | —                       | —                       |                                  | Freaks of Nature        |
| "—" denotes releases that did not chart |                           |                         |                         |                         |                         |                         |                         |                                  |                         |

## Video
| Anno | Informazioni Album                                                                                 |
| ---- | -------------------------------------------------------------------------------------------------- |
| 2006 | Kansas live at Festival Vinha De Mar - Pubblicato: 1978 - Etichetta: Polydor Records, Epic Records |
| 2015 | Miracles Out of Nowhere - Pubblicato: 2015 - Etichetta: Atlantic Records - Note:                   |